# EC 1.19
La EC 1.19 è una sottoclasse della classificazione EC relativa agli enzimi. Si tratta di una sottoclasse delle ossidoreduttasi che include enzimi che utilizzano come donatori di elettroni flavodossine ridotte.

## Sotto-sottoclasse
Esiste un'unica sotto-sottoclasse:
- EC 1.19.6: con diazoto come accettore.